# فهرست سفیران ایران در مصر
در پی اعلام استقلال مصر از بریتانیا در ۱۳۰۰ هجری خورشیدی، دولت ایران نمایندهٔ خود در مصر یعنی میرزا فتح‌الله خان امیرارفع را به درجهٔ وزیر مختاری ارتقا داد.
دیپلمات‌های ایرانی پیش از اعلام استقلال مصر
- حاجی محمدصادق خان
- حاجی محمد خان سرهنگ (۱۴ صفر ۱۳۰۲–؟ ه‍.ق)
- ملکم خان ناظم‌الدوله
- اسحاق خان مفخم‌الدوله
- فرج‌الله خان مستنصرالسلطنه عدل

اعلام استقلال مصر و آغاز روابط در سطح وزیر مختار و سپس سفیر کبیر
- فتح‌الله خان امیرارفع (فتح‌الله پاکروان)[پانویس ۱] ۵ فروردین ۱۳۰۱
- علی‌اکبر بهمن (آذر ۱۳۰۲–خرداد ۱۳۰۴)
- غفار خان جلال‌السلطنه (غفار جلال علاء) (امرداد ۱۳۰۵–تیر ۱۳۰۷)
- امیرسهام‌الدین غفاری (امرداد ۱۳۰۷–اسفند ۱۳۰۹)
- جواد سینکی (۱۳۱۰–۱۳۱۲)
- سلطان‌احمد راد (فروردین ۱۳۱۲–بهمن ۱۳۱۵)
- جواد سینکی[پانویس ۲] (فروردین ۱۳۱۶–مهر ۱۳۱۷)
- علی‌اکبر بهمن (ارتقای سفارت به سفارت کبریٰ) (۱۷ بهمن ۱۳۱۷–اسفند ۱۳۲۰)
- محمود جم (اسفند ۱۳۲۰–خرداد ۱۳۲۶)
- قاسم غنی (مهر یا اسفند[پانویس ۳] ۱۳۲۶–آبان ۱۳۲۷)
- علی دشتی (۳ آبان یا آذر ۱۳۲۷–فروردین یا اردیبهشت ۱۳۳۰)
- مسعود معاضد (بهمن ۱۳۳۰–فروردین ۱۳۳۲)
- انوشیروان سپهبدی (فروردین ۱۳۳۲–آبان ۱۳۳۷)
- جمشید قریب (دی ۱۳۳۷–۳ مرداد یا شهریور ۱۳۳۹)

قطع روابط ایران و مصر در پی به رسمیت شناخته شدن اسرائیل از سوی محمدرضا شاه
- امیرمحمد اسفندیاری (کاردار) (از ۷ شهریور ۱۳۴۹)
- خسرو خسروانی (دی یا ۷ بهمن ۱۳۴۹–دی ۱۳۵۴)
- شاپور بهرامی (دی ۱۳۵۴–اسفند ۱۳۵۶)
- عباس نیری اسفند ۱۳۵۶–اسفند ۱۳۵۷

قطع روابط ایران و مصر در پی انقلاب اسلامی و سکونت محمدرضا شاه در مصر که خشم خمینی را بر انگیخت.
دو کشور دارای دفتر حفاظت منافع در خاک یکدیگر می‌باشند.
- عباس منتصر (سرپرست دفتر حفاظت منافع) (اسفند ۱۳۵۷–آذر ۱۳۵۹)
- حسن خاک‌رند (سرپرست دفتر حفاظت منافع) (آذر ۱۳۵۹–مهر ۱۳۶۰)
- محمدرضا رئوف شیبانی (رئیس دفتر حفاظت منافع) (خرداد ۱۳۸۴–؟)
- مجتبی امانی (رئیس دفتر حفاظت منافع) (بهمن ۱۳۸۸–۱۳۹۳)
- محمد محمودیان (رئیس دفتر حفاظت منافع) (۱۳۹۳–۱۳۹۷)
- ناصر کنعانی (رئیس دفتر حفاظت منافع) (تیر ۱۳۹۷–تير ۱۴۰۱)
- محمدحسین سلطانی‌فرد (رئیس دفتر حفاظت منافع) (تیر ۱۴۰۱–تاکنون)